# Material elástico de Cauchy
O material elástico de Cauchy é um modelo constitutivo para o qual a tensão de Cauchy em cada ponto material é determinada apenas pelo estado atual da deformação (em relação a uma configuração de referência arbitrária). Geralmente, a configuração de referência é tida como a configuração indeformada. Contudo, não é a única opção para a configuração de referência. Assim, a tensão de Cauchy neste tipo de material material não depende do caminho de deformação, ou da história da deformação, nem do tempo necessário para atingir tal estado de deformação (taxa de deformação). Um material elástico de Cauchy é também chamado de um material elástico simples.
Ao contrário do material de Cauchy, no modelo constitutivo chamado material hiperelástico (que é por vezes referido como material elástico de Green), o trabalho realizado pela deformação depende do caminho de deformação. Portanto, um material elástico de Cauchy tem uma estrutura não-conservador eo estresse não pode ser derivada de uma função potencial escalar.
Um material elástico de Cauchy devem satisfazer os requisitos de objectividade material e do princípio da ação local, ou seja, as equações constitutivas são definidas espacialmente. Esta hipótese exclui a possibilidade da influência de uma ação distante de estar presente na relação constitutiva. Também impõe que as forças de corpo, como a gravidade e as forças de inércia, não podem afetar as propriedades do material.
Apesar do material elástico de Cauchy ser uma idealização matemática do comportamento de material elástico, essa descrição se aplica a muitas das relações constitutivas puramente mecânicas para materiais elásticos encontrados na natureza.